# Nurbek Oralbay
Nurbek Oralbay (født 2000) er en kasakhisk bokser.
Han repræsenterede Kasakhstan ved sommer-OL 2024 i Paris, hvor han vandt sølv i mellemvægtskategorien.